# Lotononis brachyantha
Lotononis brachyantha är en ärtväxtart som beskrevs av Hermann August Theodor Harms. Lotononis brachyantha ingår i släktet Lotononis och familjen ärtväxter. Inga underarter finns listade i Catalogue of Life.